# Medalla de la Royal Society

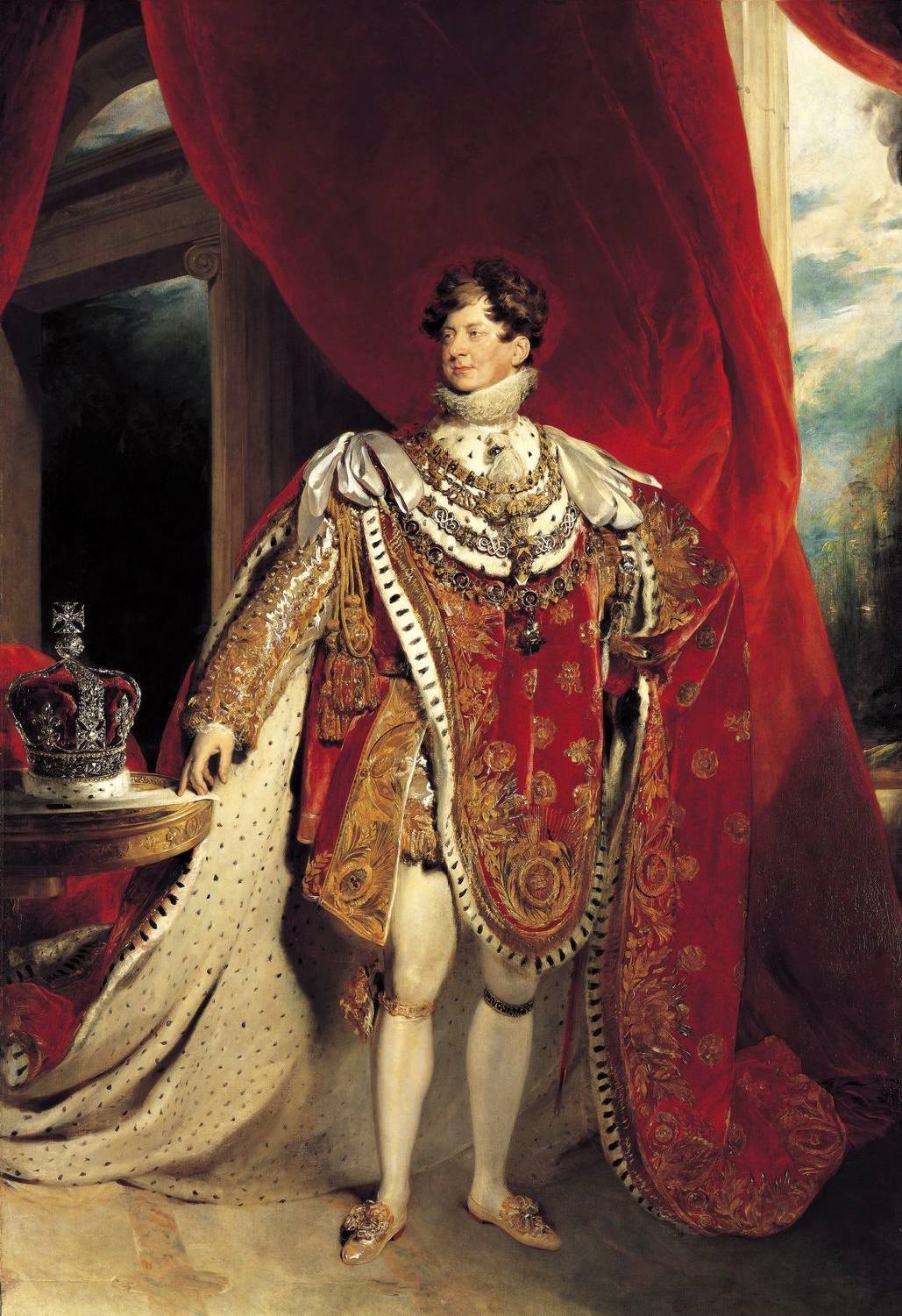
Retrat de Jordi IV del Regne Unit, creador de la Medalla.

La Medalla de la Royal Society (en anglès Royal Medal), també dita la Medalla del Rei (depenent del gènere del monarca), és un guardó atorgat anualment per la Royal Society per dues contribucions importants a l'avenç del coneixement de la natura i per una contribució distingida a les ciències aplicades, fetes dins l'àmbit de la Commonwealth.
La medalla fou establerta pel rei Jordi IV. Van comptar amb el suport, amb alguns canvis en les seves condicions, pel rei Guillem IV i Victòria I

## Guardonats
| Any  | Primer                          | Segon                                    | Tercer                       |
| ---- | ------------------------------- | ---------------------------------------- | ---------------------------- |
| 2011 | Steven Ley                      | Robin Holliday                           | Gregory Winter               |
| 2010 | Peter Knight                    | Azim Surani                              | Allen Hill                   |
| 2009 | Chintamani Rao                  | Ronald Laskey                            | Chris Dobson                 |
| 2008 | Sir Alan Fersht                 | Sir Philip Cohen                         | Robert Hedges                |
| 2007 | James Feast                     | Cyril Hilsum                             | Tomas Lindahl                |
| 2006 | John Pendry                     | Tim Hunt                                 | David Baulcombe              |
| 2005 | Michael Fisher                  | Anthony Pawson                           | Michael Pepper               |
| 2004 | Lord Lewis of Newnham           | Sir Alec Jeffreys                        | Sir James Black              |
| 2003 | Nicholas Shackleton             | John Skehel                              | Kenneth L. Johnson           |
| 2002 | Ray Freeman                     | Suzanne Cory                             | Richard Peto                 |
| 2001 | Sam Edwards                     | Gabriel Horn                             | Richard A. Gardner           |
| 2000 | Keith Usherwood Ingold          | Geoffrey Burnstock                       | Timothy Berners-Lee          |
| 1999 | Archibald Howie                 | Patrick David Wall                       | John Frank Davidson          |
| 1998 | Donald Charlton Bradley         | Ricardo Miledi                           | Edwin Mellor Southern        |
| 1997 | Donald Hill Perkins             | John Maynard Smith                       | Geoffrey Eglinton            |
| 1996 | Andrew J. Wiles                 | Jack Heslop-Harrison                     | Robert A. Hinde              |
| 1995 | Robert J. P. Williams           | Paul Nurse                               | Donald Metcalf               |
| 1994 | Sivaramakrishna Chandrasekhar   | Eric H. Mansfield                        | Salvador Moncada             |
| 1993 | Volker Heine                    | Horace Barlow                            | Rodney Hill                  |
| 1992 | Simon Donaldson                 | Anthony Epstein                          | David Tabor                  |
| 1991 | Dan McKenzie                    | Michael J. Berridge                      | John Mason                   |
| 1990 | Michael Berry                   | Anne McLaren                             | Olgierd Cecil Zienkiewicz    |
| 1989 | John Charles Polanyi            | David Weatherall                         | John Vane                    |
| 1988 | George K. Batchelor             | Winifred M. Watkins                      | Harold E. M. Barlow          |
| 1987 | Francis Graham-Smith            | Eric James Denton                        | Gustav Victor Rudolf Born    |
| 1986 | Rex Richards                    | Richard Doll                             | Eric Ash                     |
| 1985 | Roger Penrose                   | John Bertrand Gurdon                     | John H. Argyris              |
| 1984 | Alan Battersby                  | Mary F. Lyon                             | Alexander Lamb Cullen        |
| 1983 | John Frank Charles Kingman      | Wilhelm Siegmund Feldberg                | Daniel Joseph Bradley        |
| 1982 | Richard Henry Dalitz            | Cesar Milstein                           | William Hawthorne            |
| 1981 | Geoffrey Wilkinson              | Marthe Louise Vogt                       | Ralph Riley                  |
| 1980 | Denys Wilkinson                 | Henry Harris                             | John Paul Wild               |
| 1979 | Charles Frank                   | Hans Walter Kosterlitz                   | Vernon Ellis Cosslett        |
| 1978 | Abdus Salam                     | Roderic Alfred Gregory                   | Tom Kilburn                  |
| 1977 | Peter Hirsch                    | Hugh Esmor Huxley                        | John Bertram Adams           |
| 1976 | John Warcup Cornforth           | James Learmonth Gowans                   | Alan Walsh                   |
| 1975 | Edward Bullard                  | David Chilton Phillips                   | Barnes Wallis                |
| 1974 | Fred Hoyle                      | Sydney Brenner                           | George Edwards               |
| 1973 | Martin Ryle                     | Rodney Robert Porter                     | Edward Penley Abraham        |
| 1972 | Derek Barton                    | Francis Crick                            | Wilfrid Bennett Lewis        |
| 1971 | Gerhard Herzberg                | Max Perutz                               | Percy Edward Kent            |
| 1970 | Kingsley Charles Dunham         | William Albert Hugh Rushton              | John Fleetwood Baker         |
| 1969 | George Edward Raven Deacon      | Frederick Sanger                         | Charles William Oatley       |
| 1968 | Michael Francis Atiyah          | Walter Thomas James Morgan               | Gilbert Roberts              |
| 1967 | Cecil Edgar Tilley              | John Zachary Young                       | Joseph Hutchinson            |
| 1966 | John Ashworth Ratcliffe         | Frank Yates                              | Christopher Sydney Cockerell |
| 1965 | Raymond Arthur Lyttleton        | John Cowdery Kendrew                     | Henry Charles Husband        |
| 1964 | James Lighthill                 | Francis William Rogers Brambell          |                              |
| 1963 | Robert Hill                     | Herbert Harold Read                      |                              |
| 1962 | Subrahmanyan Chandrasekhar      | John Carew Eccles                        |                              |
| 1961 | Cecil Frank Powell              | Wilfrid Le Gros Clark                    |                              |
| 1960 | Alfred Charles Bernard Lovell   | Roy Cameron                              |                              |
| 1959 | Rudolf Peierls                  | Peter Brian Medawar                      |                              |
| 1958 | Harrie Stewart Wilson Massey    | Alan Lloyd Hodgkin                       |                              |
| 1957 | William Vallance Douglas Hodge  | Frederick Gugenheim Gregory              |                              |
| 1956 | Dorothy Mary Crowfoot Hodgkin   | Owen Thomas Jones                        |                              |
| 1955 | Alexander Todd                  | Vincent Brian Wigglesworth               |                              |
| 1954 | John Cockcroft                  | Hans Adolf Krebs                         |                              |
| 1953 | Nevill Francis Mott             | Paul Fildes                              |                              |
| 1952 | Christopher Kelk Ingold         | Frederic Bartlett                        |                              |
| 1951 | Ian Heilbron                    | Howard Florey                            |                              |
| 1950 | Edward Appleton                 | Carl Frederick Abel Pantin               |                              |
| 1949 | George Paget Thomson            | Rudolph Albert Peters                    |                              |
| 1948 | Harold Jeffreys                 | James Gray                               |                              |
| 1947 | Cyril Norman Hinshelwood        | Frank Macfarlane Burnet                  |                              |
| 1946 | William Lawrence Bragg          | Cyril Dean Darlington                    |                              |
| 1945 | John Desmond Bernal             | Edward James Salisbury                   |                              |
| 1944 | David Brunt                     | Charles Robert Harington                 |                              |
| 1943 | Harold Spencer Jones            | Edward Battersby Bailey                  |                              |
| 1942 | Walter Norman Haworth           | William Whiteman Carlton Topley          |                              |
| 1941 | Edward Arthur Milne             | Ernest Laurence Kennaway                 |                              |
| 1940 | Patrick Maynard Stuart Blackett | Francis Hugh Adam Marshall               |                              |
| 1939 | Paul Dirac                      | David Keilin                             |                              |
| 1938 | Ronald Aylmer Fisher            | Francis W. Aston                         |                              |
| 1937 | Nevil Vincent Sidgwick          | Arthur Henry Reginald Buller             |                              |
| 1936 | Ralph Fowler                    | Edwin Stephen Goodrich                   |                              |
| 1935 | Charles Galton Darwin           | Alfred Harker                            |                              |
| 1934 | Sydney Chapman                  | Edgar Douglas Adrian                     |                              |
| 1933 | Patrick Playfair Laidlaw        | Geoffrey Ingram Taylor                   |                              |
| 1932 | Robert Robinson                 | Edward Mellanby                          |                              |
| 1931 | William Henry Lang              | Richard Glazebrook                       |                              |
| 1930 | Owen Willans Richardson         | John Edward Marr                         |                              |
| 1929 | Robert Muir                     | John Edensor Littlewood                  |                              |
| 1928 | Robert Broom                    | Arthur Stanley Eddington                 |                              |
| 1927 | Thomas Lewis                    | John Cunningham McLennan                 |                              |
| 1926 | William Bate Hardy              | Archibald Vivian Hill                    |                              |
| 1925 | William Henry Perkin, Jr.       | Albert Charles Seward                    |                              |
| 1924 | Henry Hallett Dale              | Dugald Clerk                             |                              |
| 1923 | Napier Shaw                     | Charles J. Martin                        |                              |
| 1922 | Joseph Barcroft                 | Charles Thomson Rees Wilson              |                              |
| 1921 | Frederick F. Blackman           | Frank Dyson                              |                              |
| 1920 | William Bateson                 | Godfrey H. Hardy                         |                              |
| 1919 | John B. Farmer                  | James H. Jeans                           |                              |
| 1918 | Frederick Gowland Hopkins       | Alfred Fowler                            |                              |
| 1917 | John Aitken                     | Arthur Smith Woodward                    |                              |
| 1916 | John Scott Haldane              | Hector Munro Macdonald                   |                              |
| 1915 | William Halse Rivers Rivers     | Joseph Larmor                            |                              |
| 1914 | William Johnson Sollas          | Ernest William Brown                     |                              |
| 1913 | Harold Baily Dixon              | Ernest Henry Starling                    |                              |
| 1912 | William Mitchinson Hicks        | Grafton Elliot Smith                     |                              |
| 1911 | William Maddock Bayliss         | George Chrystal                          |                              |
| 1910 | John Joly                       | Frederick Orpen Bower                    |                              |
| 1909 | Ronald Ross                     | Augustus E. H. Love                      |                              |
| 1908 | John Milne                      | Henry Head                               |                              |
| 1907 | Ramsay Heatley Traquair         | Ernest William Hobson                    |                              |
| 1906 | Dukinfield Henry Scott          | Alfred George Greenhill                  |                              |
| 1905 | John Henry Poynting             | Charles Scott Sherrington                |                              |
| 1904 | William Burnside                | David Bruce                              |                              |
| 1903 | Horace T. Brown                 | David Gill                               |                              |
| 1902 | Horace Lamb                     | Edward Albert Schafer                    |                              |
| 1901 | William Thomas Blanford         | William Edward Ayrton                    |                              |
| 1900 | Percy Alexander MacMahon        | Alfred Newton                            |                              |
| 1899 | George Francis Fitzgerald       | William Carmichael McIntosh              |                              |
| 1898 | Walter Gardiner                 | John Kerr                                |                              |
| 1897 | Andrew Russell Forsyth          | Richard Strachey                         |                              |
| 1896 | Charles Vernon Boys             | Archibald Geikie                         |                              |
| 1895 | James Alfred Ewing              | John Murray                              |                              |
| 1894 | Victor Alexander Haden Horsley  | Joseph John Thomson                      |                              |
| 1893 | Arthur Schuster                 | Harry Marshall Ward                      |                              |
| 1892 | John Newport Langley            | Charles Pritchard                        |                              |
| 1891 | Charles Lapworth                | Arthur William Rucker                    |                              |
| 1890 | David Ferrier                   | John Hopkinson                           |                              |
| 1889 | Walter Holbrook Gaskell         | Thomas Edward Thorpe                     |                              |
| 1888 | Ferdinand von Mueller           | Osborne Reynolds                         |                              |
| 1887 | Henry Nottidge Moseley          | Alexander Ross Clarke                    |                              |
| 1886 | Francis Galton                  | Peter Guthrie Tait                       |                              |
| 1885 | Edwin Ray Lankester             | David Edward Hughes                      |                              |
| 1884 | Daniel Oliver                   | George Darwin                            |                              |
| 1883 | John Scott Burdon-Sanderson     | Thomas Archer Hirst                      |                              |
| 1882 | W. H. Flower                    | Lord Rayleigh                            |                              |
| 1881 | Francis Maitland Balfour        | John Hewitt Jellett                      |                              |
| 1880 | Joseph Lister                   | Andrew Noble                             |                              |
| 1879 | William Henry Perkin            | Andrew Crombie Ramsay                    |                              |
| 1878 | John Allan Broun                | Albert Gunther                           |                              |
| 1877 | Oswald Heer                     | Frederick Augustus Abel                  |                              |
| 1876 | William Froude                  | C. Wyville Thomson                       |                              |
| 1875 | William Crookes                 | Thomas Oldham                            |                              |
| 1874 | William Crawford Williamson     | Henry Clifton Sorby                      |                              |
| 1873 | Henry Enfield Roscoe            | George James Allman                      |                              |
| 1872 | Thomas Anderson                 | Henry John Carter                        |                              |
| 1871 | John Stenhouse                  | George Busk                              |                              |
| 1870 | William Hallowes Miller         | Thomas Davidson                          |                              |
| 1869 | Thomas Maclear                  | Augustus Matthiessen                     |                              |
| 1868 | George Salmon                   | Alfred Russel Wallace                    |                              |
| 1867 | William Edmond Logan            | John Bennet Lawes i Joseph Henry Gilbert |                              |
| 1866 | William Kitchen Parker          | William Huggins                          |                              |
| 1865 | Joseph Prestwich                | Archibald Smith                          |                              |
| 1864 | Warren De La Rue                | Jacob Lockhart Clarke                    |                              |
| 1863 | Miles J. Berkeley               | John Peter Gassiot                       |                              |
| 1862 | J. R. Robinson                  | A. W. Williamson                         |                              |
| 1861 | W. B. Carpenter                 | J. J. Sylvester                          |                              |
| 1860 | William Fairbairn               | Augustus Volney Waller                   |                              |
| 1859 | George Bentham                  | Arthur Cayley                            |                              |
| 1858 | William Lassell                 | Albany Hancock                           |                              |
| 1857 | John Lindley                    | Edward Frankland                         |                              |
| 1856 | William Thomson                 | John Richardson                          |                              |
| 1855 | John Russell Hind               | John Obadiah Westwood                    |                              |
| 1854 | J. D. Hooker                    | August Wilhelm von Hofmann               |                              |
| 1853 | John Tyndall                    | Charles Darwin                           |                              |
| 1852 | Thomas Henry Huxley             | James Prescott Joule                     |                              |
| 1851 | George Newport                  | William Parsons                          |                              |
| 1850 | Thomas Graham                   | Benjamin Collins Brodie                  |                              |
| 1849 | Gideon A. Mantell               | Edward Sabine                            |                              |
| 1848 | Thomas Galloway                 | Charles James Hargreave                  |                              |
| 1847 | William Robert Grove            | George Fownes                            |                              |
| 1846 | Richard Owen                    | Michael Faraday                          |                              |
| 1845 | Thomas Snow Beck                | George Biddell Airy                      |                              |
| 1844 | Thomas Andrews                  | George Boole                             |                              |
| 1843 | James David Forbes              | Charles Wheatstone                       |                              |
| 1842 | William Bowman                  | John Frederic Daniell                    |                              |
| 1841 | Robert Kane                     | Eaton Hodgkinson                         |                              |
| 1840 | John Frederick William Herschel | Charles Wheatstone                       |                              |
| 1839 | Martin Barry                    | James Ivory                              |                              |
| 1838 | Thomas Graham                   | Henry Fox Talbot                         |                              |
| 1837 | William Whewell                 | No premiat                               |                              |
| 1836 | John Frederick William Herschel | George Newport                           |                              |
| 1835 | William Rowan Hamilton          | Michael Faraday                          |                              |
| 1834 | John William Lubbock            | Charles Lyell                            |                              |
| 1833 | John Frederick William Herschel | Augustin Pyrame de Candolle              |                              |
| 1832 | No premiat                      | No premiat                               |                              |
| 1831 | No premiat                      | No premiat                               |                              |
| 1830 | David Brewster                  | Antoine Jérôme Balard                    |                              |
| 1829 | Eilhard Mitscherlich            | Charles Bell                             |                              |
| 1828 | William Hyde Wollaston          | Johann Franz Encke                       |                              |
| 1827 | Humphry Davy                    | Friedrich Georg Wilhelm Struve           |                              |
| 1826 | John Dalton                     | James Ivory                              |                              |